# José Maria Alkmin
José Maria Alkmin GCC (Bocaiúva, 11 de junho de 1901 — Belo Horizonte, 22 de abril de 1974) foi um político brasileiro e o 15.º vice-presidente do Brasil, entre 15 de abril de 1964 e 15 de março de 1967, no governo do General Humberto de Alencar Castelo Branco, primeiro presidente da Ditadura militar no Brasil (1964–1985). Era primo do atual vice-presidente do Brasil, Geraldo Alckmin.

## Biografia

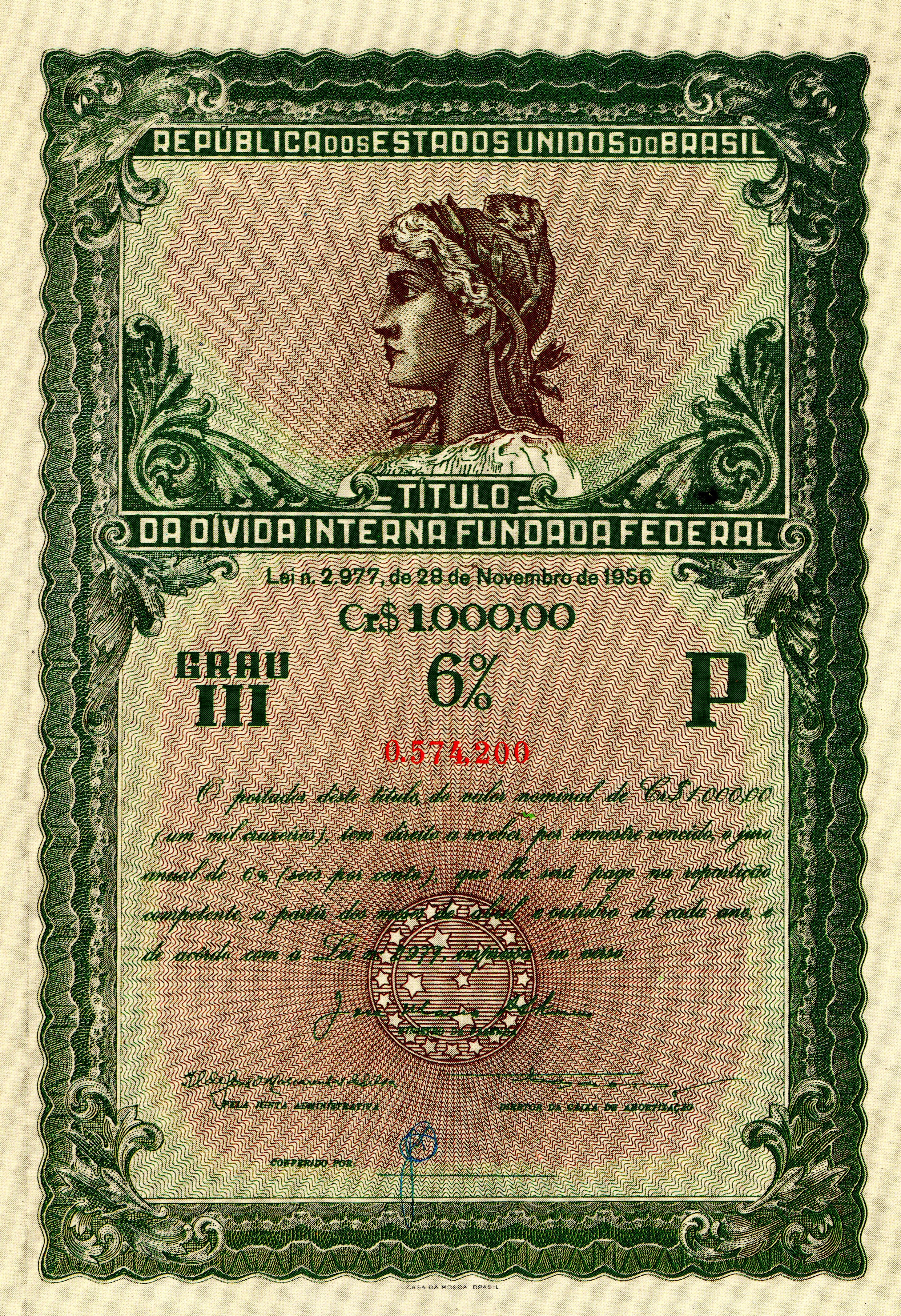
Título da Caixa de Amortização com a assinatura de Alkmin como Ministro da Fazenda no governo de Juscelino Kubitschek.

Em Diamantina, Minas Gerais, Alkmin conheceu duas figuras que marcariam sua vida: sua futura esposa, Maria das Dores Fonseca Alkmin, nascida Maria das Dores Kubitschek da Fonseca, com quem teve quatro filhos; e o médico e futuro presidente da República Juscelino Kubitschek de Oliveira, primo de sua mulher. Alkmin e Kubitschek seriam companheiros no serviço telegráfico do Estado de Minas Gerais, quando estudantes de ensino superior, e entrariam para a política por volta da mesma época: Alkmin candidatando-se a deputado, Kubitschek como secretário da Casa Civil do governo de Benedito Valadares e, logo depois, como prefeito nomeado da capital do Estado, Belo Horizonte.
Em 1929 colou grau pela Faculdade de Direito de Belo Horizonte. Em 1933 candidatou-se à Assembleia Nacional Constituinte. Promulgada a Constituição em junho de 1934, foi reeleito deputado federal em outubro do mesmo ano. E, em 1945, como fundador do Partido Social Democrático, elegeu-se deputado por Minas Gerais à nova Assembleia Nacional Constituinte. Reeleito para a legislatura seguinte (1951-1955), não assumiu, foi empossado, em 1º de fevereiro de 1951, Secretário de Finanças do governo Juscelino Kubitschek, em Minas. A 19 de outubro de 1953, tornou-se diretor da Carteira de Redesconto do Banco do Brasil e, como tal, membro do Conselho da Superintendência da Moeda e do Crédito (SUMOC), funções das quais se demitiu em 24 de agosto de 1954, com o suicídio do presidente Getúlio Vargas. Voltou à Câmara, reelegendo-se no pleito seguinte.
Em 1 de fevereiro de 1956 tornou-se ministro da Fazenda do presidente Juscelino Kubitschek, vindo a demitir-se em 21 de junho de 1958.
No dia  17 de maio de 1958 foi agraciado com a Grã-Cruz da Ordem Militar de Cristo de Portugal.
Candidatou-se ao Congresso Nacional e elegeu-se mais uma vez. No ano de 1964, aliou-se ao governador de Minas Gerais, José de Magalhães Pinto, nas articulações que confluíram para a derrubada de João Goulart no mês de abril.

Alkmin observando Ranieri Mazzilli passar a faixa presidencial a Castelo Branco.

Em 11 de abril, Alkmin foi eleito indiretamente, por 256 votos, vice-presidente da República, em chapa encabeçada pelo marechal Humberto de Alencar Castelo Branco. Auro de Moura Andrade renunciou sua candidatura no segundo turno, deixando Alkmin praticamente sem oposição. Com a extinção dos partidos políticos em 1965, filiou-se à Arena (Aliança Renovadora Nacional), sendo ainda reconduzido à Câmara em novembro de 1966. Em março de 1967, Castelo Branco e Alkmin transmitiram seus cargos a Artur da Costa e Silva e Pedro Aleixo. Logo em seguida, Alkmin renunciou ao seu mandato na Câmara para exercer pela última vez uma secretaria de estado em Minas, a da Educação, no governo Israel Pinheiro.
No pleito de 15 de novembro de 1970 ficou com a primeira suplência na legenda da Arena. Em junho de 1973, com o falecimento de Edgar Pereira, assumiu sua cadeira na Câmara. Seria sua derradeira posse. Hospitalizado em março de 1974, morreu em Belo Horizonte em 22 de abril seguinte. Foi também membro do Instituto e da Ordem dos Advogados do Brasil (OAB).
Era primo de Geraldo Alckmin, atual vice-presidente do Brasil.

## Minissérie "JK"
José Maria Alkmin foi uma das personalidades reais retratadas na minissérie brasileira JK, escrita por Maria Adelaide Amaral e Alcides Nogueira e levada ao ar no primeiro trimestre de 2006 pela Rede Globo. O advogado e político foi interpretado pelos atores Ranieri Gonzalez, na fase jovem, e Paulo Betti, na segunda fase.